# Extreme Rules 2009
Extreme Rules 2009 was een pay-per-viewevenement in het professioneel worstelen geproduceerd door World Wrestling Entertainment (WWE). Dit evenement was de eerste editie van Extreme Rules en vond plaats in de New Orleans Arena in New Orleans op 7 juni 2009.

## Resultaten
| Nr.                                                                          | Match | Winnaar(s)         |
| ---------------------------------------------------------------------------- | --- | ------------------ |
| 1                                                                            | Randy Orton (c) vs. Batista in een Steel Cage match voor het WWE Championship                                                  | Batista (nc)       |
| 2                                                                            | John Cena vs. Big Show in een Submission match                                                                                 | John Cena          |
| 3                                                                            | Christian (c) vs. Jack Swagger vs. Tommy Dreamer in een Triple Threat Hardcore Rules match voor het ECW Championship           | Tommy Dreamer (nc) |
| 4                                                                            | Rey Mysterio (c) vs. Chris Jericho in een No Holds Barred match voor het WWE Intercontinental Championship                     | Chris Jericho (nc) |
| 5                                                                            | Kofi Kingston (c) vs. MVP vs. William Regal vs. Matt Hardy in een Fatal Four-Way match voor het WWE United States Championship | Kofi Kingston (c)  |
| 6                                                                            | CM Punk vs. Umaga in een Samoan Strap Match                                                                                    | CM Punk            |
| 7                                                                            | Miss WrestleMania Vickie Guerrero vs. Santina Marella in een Hog Pen match                                                     | Santina            |
| 8                                                                            | Edge (c) vs. Jeff Hardy in een Ladder match voor het WWE World Heavyweight Championship                                        | Jeff Hardy (nc)    |
| 9                                                                            | Jeff Hardy (c) vs. CM Punk1 in een een-op-een match voor het WWE World Heavyweight Championship                                | CM Punk (nc)       |
| (c) huidige kampioen voor en na de match \| (nc) nieuwe kampioen na de match | |                    |

1 CM Punk leverde zijn Money in the Bank-koffer in.